# Margaret Levyns
Margaret Rutherford Bryan Levyns, née Michell (1890-1975) est une phytogéographe, botaniste et taxonomiste sud-africaine.

## Biographie
Margaret Levyns est d'abord éduquée à la maison par sa mère et par la suite est scolarisée à l'école des filles d'Ellerslie. Elle a obtenu une inscription de première classe à l'université et a obtenu deux bourses. En 1908, elle s'inscrit au South African College (en) dans l'intention d'étudier les mathématiques, la géologie et la chimie, avec en sus la botanique pour son "honours year". Le professeur Harold Pearson l'a persuadée de prendre la botanique comme sujet majeur. Après avoir remporté deux bourses d'études, la bourse Reine Victoria et la Bourse Commémorative de l'Exposition universelle de 1851, et avoir passé les années 1912-14 au Newnham College, elle est retournée en Afrique du Sud et a rapidement reçu une bourse du John Innes Centre où elle a choisi d'étudier la génétique. De retour en Afrique du Sud pour la deuxième fois, elle occupe un poste de chargée de cours au Département de Botanique du South African College, qui devint plus tard l'Université du Cap ; elle y a notamment pour élève John Phillip Harison Acocks. Elle a été la première femme à recevoir un Doctorat en sciences de l'Université du Cap, pour sa thèse de 1932 intitulée « Une étude taxonomique de Lobostemon et Echiostachys' ». 
Après sa retraite en 1945, elle reste active dans le domaine de la botanique et publie de nombreux articles sur la taxonomie et la phytogéographie. Elle a entrepris la révision d'un certain nombre de genres sud-africains, par exemple Muraltia. En 1923, elle a épousé Jean Levyns, plus tard, Secrétaire Provincial Assistant de la Province du Cap et qui a servi au conseil de la Société de Botanique d'Afrique du Sud.

## Publications
- A Guide to the Flora of the Cape Peninsula (Un Guide de la Flore de la Péninsule du Cap) , 1929
- des sections importantes de Flora of the Cape Peninsula (La Flore de la Péninsule du Cap) par Adamson & Salter, en 1950.
- A revision of the genus Paranomus (Proteaceae)
- Flora Africana : South African botanical books 1600-1963 : a selective bibliography based on the collections of the South African Public Library (with the addition of items from the Bolus Herbarium of the University of Cape Town)
- Insnar'd with flow'rs : the memoirs of a great South African botanist
- Natural vegetation of the University grounds forty years ago and records of the soil temperatures
- Suid-Afrikaanse Biografiese Woordeboek, Deel V, 1987
- The Genus Muraltia
- The Levyns guide to the plant genera of the Southwestern Cape / by Terry H. Trinder-Smith...- Publié pour le Bolus Herbarium, University of Cape Town, par Red Roof Design, 2003
- The use of a data banking system for taxonomic collections

## Prix et distinctions
- Présidente de la Section B de la South African Association sud-africaine pour la Promotion de la Science (South African Association for Advancement of Science)1952/53
- Médaille de l'Afrique du Sud1958
- Présidente de la Société royale d'Afrique du Sud 1962/63 (première femme à occuper ce poste)
- Margaret Levyns est commémorée dans plusieurs appellations :
  - Crassula levynsiae Adamson.
  - (Aizoaceae) Antimima levynsiae (L.Bolus) S.A.Hammer[1]
  - (Cyperaceae) Isolepis levynsiana Muasya & D.A.Simpson[2]
  - (Restionaceae) Thamnochortus levynsiae Pillans[3]
  - (Iridaceae) Nivenia levynsiae Weimarck[4]
  - (Crassulaceae) Crassula levynsiae Adamson[5]

- 12 000 de ses spécimens recueillis sont déposées auprès de BOL, CT, PRÉ, K et d'autres herbiers. Cette botaniste est désignée par l'abréviation d'auteur Levyns lorsqu'on cite un nom botanique[6].